# 미쓰비시 디그니티
미쓰비시 디그니티(Mitsubishi Dignity)는 일본 미쓰비시자동차공업의 고급 대형차이다.

## 1세대

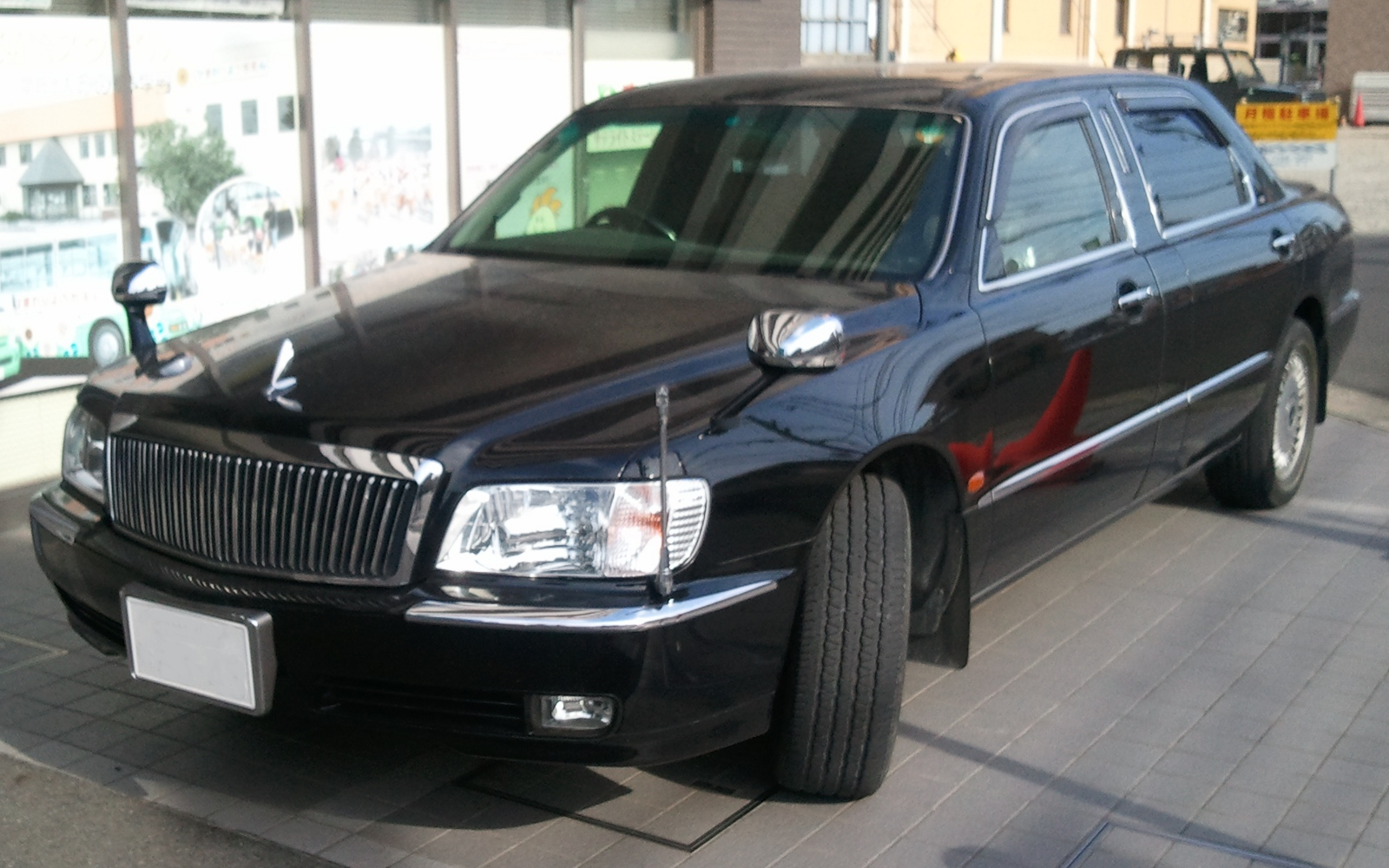
미쓰비시 디그니티 정측면

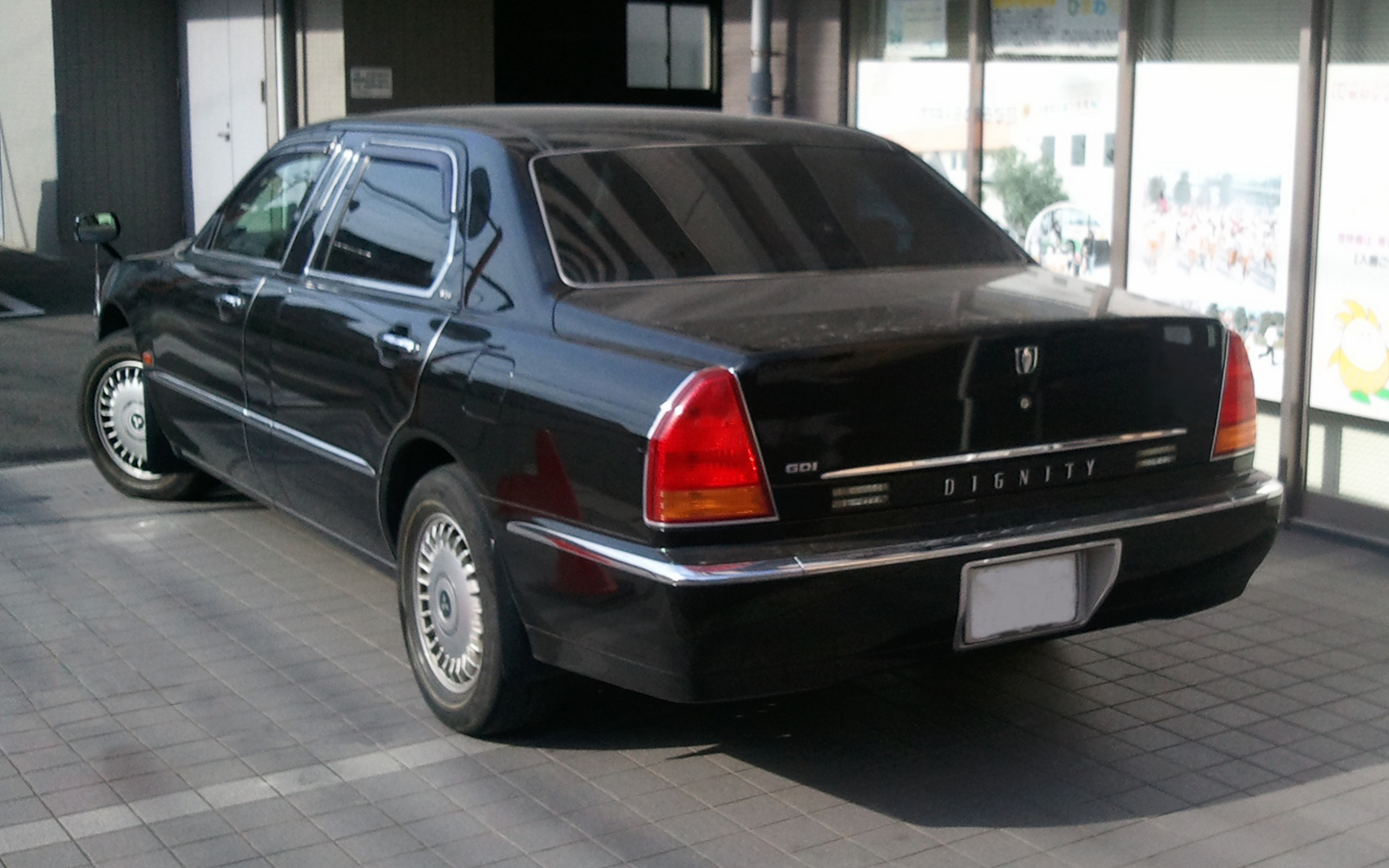
미쓰비시 디그니티 후측면

현대자동차와 미쓰비시자동차공업의 공동 개발로 이뤄진 프라우디아의 차체를 늘린 스트레치드 리무진 버전으로, 2000년 2월에 선보였다. 현대자동차에서는 현대 에쿠스 리무진(1세대)으로 판매되었다. 일본 내에서 출시 당시의 가격은 999만 엔이었다. V8 4,500cc 엔진에 5단 자동변속기를 조합했다. 그러나 고급차에 어울리지 않는 전륜구동 방식과 출시 후 미쓰비시 자동차 공업의 리콜 은폐 문제의 발각, 불황으로 인한 일본 내 대형차의 수요 감소 등의 원인 때문에 1999년 15대, 2000년 42대, 2001년 2대 등 불과 59대만 생산되었다. 이는 일본에서 만든 자동차 중에서 한정 판매 차종을 제외하면 가장 적게 생산된 것으로, 결국 2001년에 생산되던 오에 공장도 폐쇄되면서 프라우디아와 함께 후속 차종 없이 단종되었다.

## 2세대

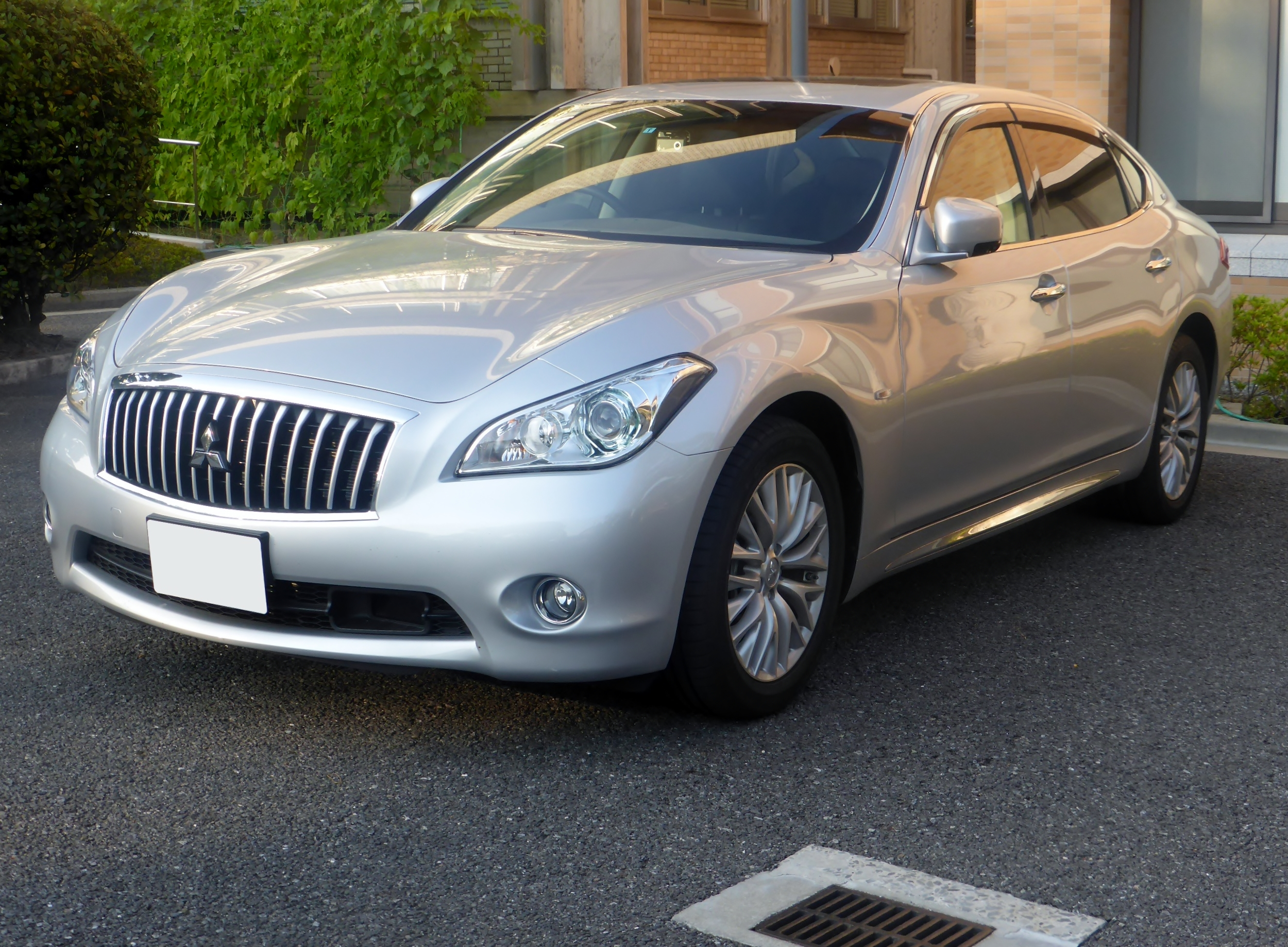
미쓰비시 디그니티 정측면

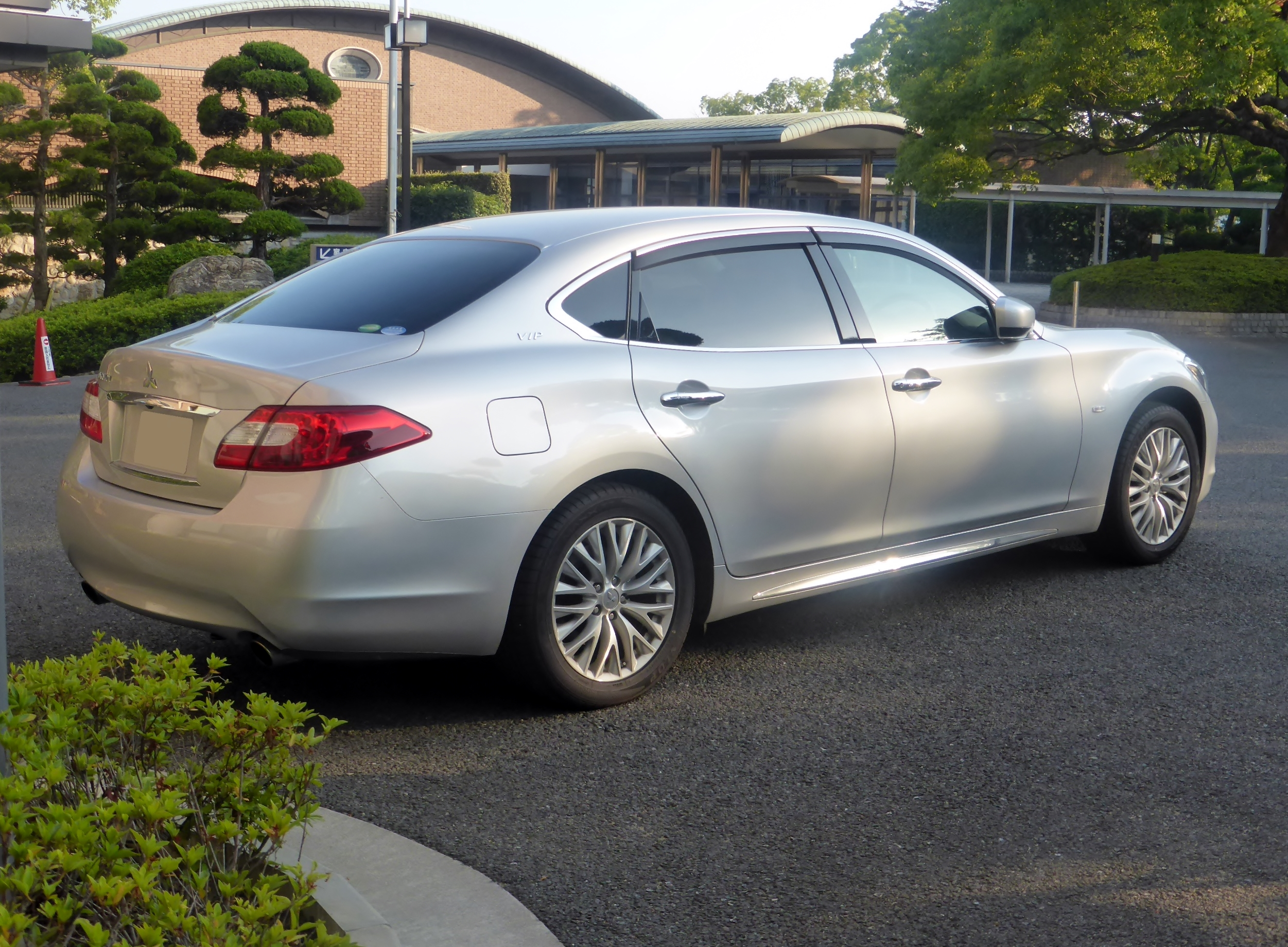
미쓰비시 디그니티 후측면

미쓰비시자동차공업이 고급 승용차 라인업 확대를 위해 닛산 자동차와 협약을 맺어 미쓰비시의 경자동차 기반 순수 전기 차량인 i MIEV를 닛산 자동차에 OEM 공급하기로 협약하였다. 이에 대한 대가로 배지 엔지니어링을 통해 푸가의 하이브리드 롱 휠베이스 버전인 시마를 OEM 방식으로 공급 받아 미쓰비시의 엠블럼과 디그니티의 차명을 붙여 팔았다. 하지만 판매가 부진하여 2016년 12월에 프라우디아와 함께 후속 없이 단종되었다.

## 같이 보기
- 미쓰비시 프라우디아